# Staldmester
Staldmester er en person, der beskæftiger sig med hestens pasning, pleje og brug. Titlen kan opnås ved en landbrugsuddannelse med heste som linjefag.
Titlen er også en overordnet stilling ved mange hoffer, bl.a. i Danmark, hvor staldmesteren er chef for Den Kongelige Staldetat. Historisk set har staldmesterembedet været en prestigefuld post besat med loyale adelige.